# Elitserien i bandy för damer 2015/2016
Elitserien i bandy för damer 2015/2016 var en bandyserie för damer i Sverige under säsongen 2015/2016. Kareby IS blev svenska mästarinnor efter seger med 3-1 mot AIK i finalmatchen på Tele2 Arena i Stockholm.